# 山崎站 (愛知縣)
山崎站（日语：／ Yamazaki eki */?）是位於愛知縣稻澤市祖父江町山崎中屋敷，名古屋鐵道（名鐵）的尾西線車站。車站編號為「BS07」。

## 歷史
- 1930年（昭和5年）1月25日 - 車站啟用。
  - 在太平洋戰爭期間一度暫停服務，後來重開[2]。
- 1952年（昭和27年）3月25日 - 車站無人化[3]。
- 1959年（昭和34年）7月1日 - 引入站務代行制度，由名鐵共榮社（日语：名鉄産業）的商店負責發售車票和檢票[4]。
- 2007年（平成19年）8月8日 - 車站可以使用「Tranpass」[5]。
- 2011年（平成23年）2月11日 - 車站可以使用「manaca」IC卡。
- 2012年（平成24年）2月29日 - 車站不再可以使用「Tranpass」。

## 車站構造
車站是一座地面車站，設有1面1線的單式月台。
此站可使用manaca。站內設有2台自動閘機，1台補票機，2台自動售票機。另外在「祖父江銀杏黃葉節」時，名鐵職員會臨時於站前發售臨時車票。另外，一般情況下此站沒有廁所，在活動舉行期間會設有流動廁所。

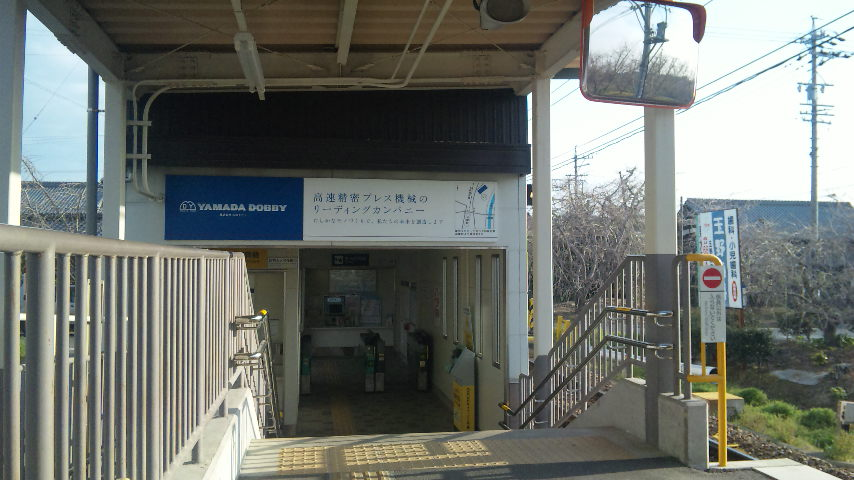
閘口
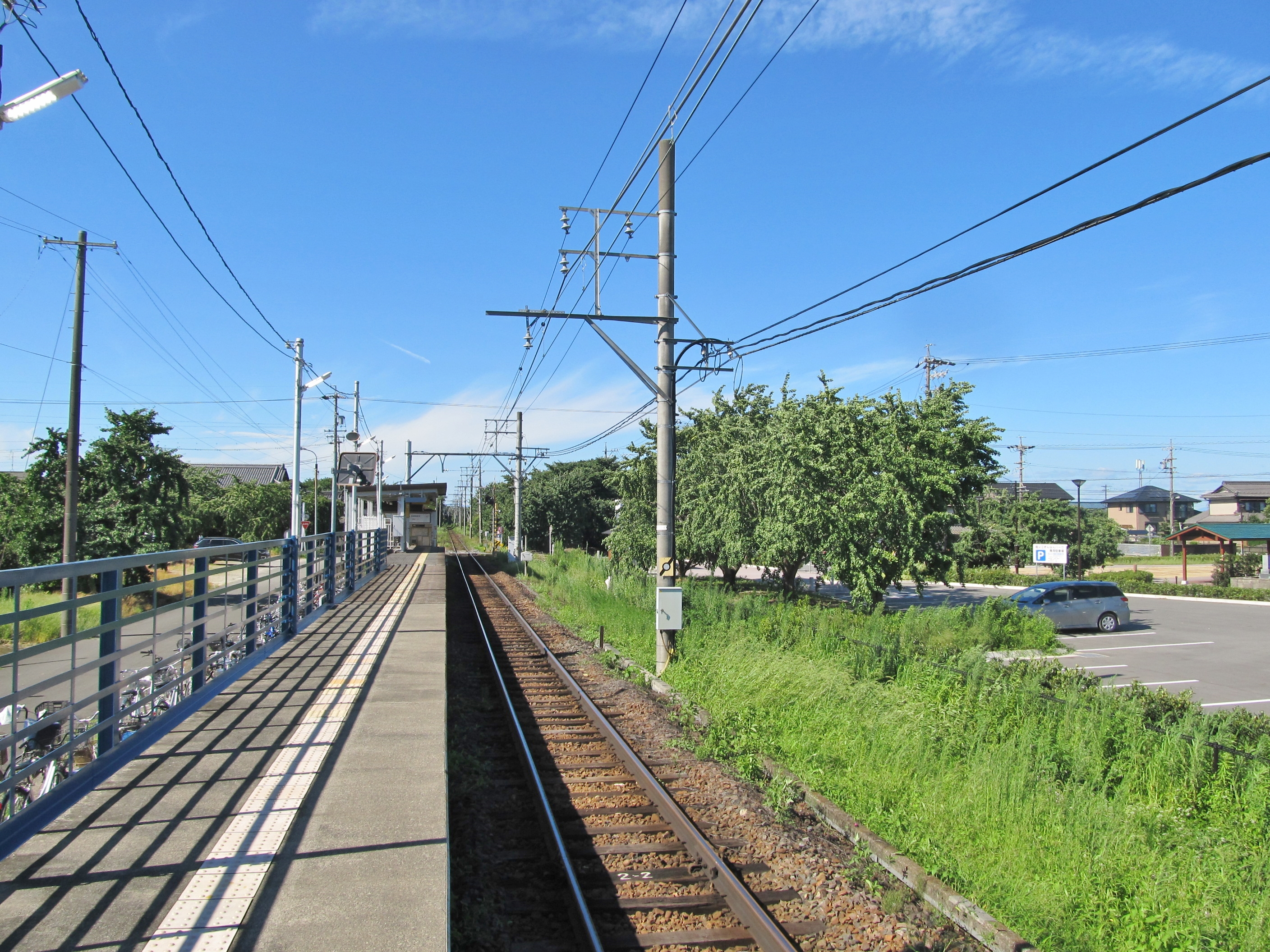
月台(2022年7月)

### 配線圖
| ← 一宮方向      | 山崎站 站內配線略圖 | → 津島方向 |
| 图例 参考文献： |                     |            |

## 利用狀況
在毎年11月至12月，車站附近會舉行「祖父江銀杏黃葉節」（入場人士:約17萬人），使這段期間令站內變得繁忙。
- 在中提及在2013年度，當時1日平均上下車人次為1,107人，為名鐵所有車站（275站）排名第213，尾西線（22站）中排名第15[7]。
- 在中提及在1992年度，當時1日平均上下車人次為710人，為除岐阜市內線均一車費區間內各站（岐阜市內線、田神線、美濃町線徹明町站至琴塚站之間）外名鐵所有車站（342站）中排名第254，尾西線（23站）中排名第20[8]。
- 在《稻澤之統計》中，以下為1日平均上下車人次變化[9]。

| 年度   | 1日平均 上下車人次 |
| ------ | ------------------ |
| 2011年 | 1,003              |
| 2012年 | 1,069              |
| 2013年 | 1,107              |
| 2014年 | 1,076              |
| 2015年 | 1,077              |
| 2016年 | 1,056              |
| 2017年 | 1,077              |
| 2018年 | 1,071              |
| 2019年 | 1,043              |

## 車站周邊
- 祖父江銀杏園
- 山田多臂（日语：山田ドビー）總部工場
- 榮理研工業稻澤工場
- 稻澤市立山崎小學
- 日光川
- 愛知縣道133號稻澤祖父江線（日语：愛知県道133号稲沢祖父江線）
- 稲澤市社區巴士（日语：稲沢市コミュニティバス）轉乘班次 山崎巴士站、西島西巴士站

## 相鄰車站
名古屋鐵道
 尾西線
森上（BS06）－山崎（BS07）－玉野（BS08）

## 註腳
1. ↑   (PDF). 名古屋鉄道.   [2020-11-27]. （原始内容存档 (PDF)于2021-01-22） （日语）.
2. ↑  名古屋鉄道広報宣伝部（編）. . 名古屋鉄道. 1994: 874 （日语）.
3. ↑  寺田裕一. . Neko出版. 2013: 257. ISBN 978-4777013364 （日语）.
4. ↑  名古屋鉄道（編）. . れいめい (名古屋鉄道). 1959-07, (120): 18 （日语）.
5. ↑  . 交通新聞 (交通新聞社). 2007-12-07: 1 （日语）.
6. ↑  電氣車研究會，《鐵道畫刊》通卷第816號 2009年3月 臨時增刊号 「特集 - 名古屋鉄道」，卷末折込「名古屋鉄道 配線略図」
7. ↑  名鐵120年史編纂委員會事務局（編）. . 名古屋鐵道. 2014: 160–162 （日语）.
8. ↑  名古屋鐵道廣報宣傳部（編）. . 名古屋鐵道. 1994: 651–653 （日语）.
9. ↑  稲沢の統計2021 （页面存档备份，存于）（日語） - 稻澤市

## 外部連結
- 山崎 - 名古屋鐵道